# 黄勇 (1959年)
黄勇（1959年9月—），中华人民共和国外交官，曾任中华人民共和国驻斐济共和国特命全权大使和中华人民共和国驻拉脱维亚共和国特命全权大使。

## 生平
1987年，进入中华人民共和国外交部工作，先后在外交部亚洲司、驻日本大使馆、驻新加坡大使馆、外交部办公厅任职。2001年，任驻文莱大使馆参赞。2004年，任驻新加坡大使馆公使衔参赞。2007年，任外交部办公厅副主任。2011年7月，出任中华人民共和国驻斐济大使。2015年1月，自驻斐济大使离任，回国任外交部大使。8月，出任中华人民共和国驻拉脱维亚大使。2018年1月，自驻拉脱维亚大使离任。

## 家庭
已婚，妻子是外交官佟晓玲。

## 荣誉

### 外国勋章奖章
- 斐济官佐勋章（英语：Order of Fiji）（斐济，2015年1月12日于苏瓦颁发[4]）